# 宇文离惑
宇文离惑（642年—705年），宇文延之子，袭爵为介国公。